# Heihe
Heihe (chiń. 黑河; pinyin Hēihé; „Czarna Rzeka”) – miasto o statusie prefektury miejskiej w Chinach, w prowincji Heilongjiang, port nad rzeką Amur, na przeciwnym brzegu rosyjskiego miasta Błagowieszczeńsk. W 2010 roku liczba mieszkańców miasta wynosiła 127 299. Prefektura miejska w 1999 roku liczyła 1 683 600 mieszkańców. Ośrodek regionu wydobycia złota z rozwiniętym przemysłem drzewnym i metalowym.
Obecnie, Heihe znajduje się w strefie wolnocłowej i jest głównym centrum chińsko-rosyjskiego handlu. Transport pomiędzy Heihe i Błagowieszczeńskiem odbywa się za pomocą łodzi w lecie, natomiast zimą, po zamarzniętym Amurze kursują autobusy. Gdy grubość lodu na rzece jest zbyt mała, po rzece kursują poduszkowce.
W mieście znajduje się port lotniczy Heihe.

## Podział administracyjny
Prefektura miejska Heihe podzielona jest na:
- dzielnicę: Aihui,
- 3 miasta: Bei’an, Nenjiang, Wudalianchi,
- 2 powiaty: Xunke, Sunwu.

## Współpraca
- Błagowieszczeńsk, Rosja